# GSC6005-1123
GSC6005-1123 — хімічно пекулярна зоря спектрального класу Si, що має видиму зоряну величину в смузі V приблизно 10,1.